# Mace: The Dark Age
Mace: The Dark Age é um jogo eletrônico de luta lançado pela Atari Games e Midway Games em 1997 para Nintendo 64 e arcade. A maioria dos críticos creditaram Mace como o melhor jogo de luta do N64 na época de seu lançamento, embora reconhecendo abertamente que o conjunto de bons jogos de luta disponíveis para o N64 na época era bastante raso.